# Alegeri legislative în Țările de Jos, 1948
Alegerile generale ale Camerei Reprezentanților a Parlamentului Olandez au avut loc în Olanda la 7 iulie,1948.

## Sumarul National
| Partid                                          | %    | Locuri |
| ----------------------------------------------- | ---- | ------ |
| Partidul Catolic                                | 31.0 | 32     |
| Partidul Laburist                               | 25.6 | 27     |
| Partidul Anti-Revoluționar                      | 13.2 | 13     |
| Uniunea Creștină                                | 9.1  | 9      |
| Partidul Popular pentru Libertate și Democrație | 7.9  | 8      |
| Partidul Comunist Olandez                       | 7.7  | 8      |
| Partidul Reformat Politic                       | 2.3  | 2      |
| Partidul Național Catolic                       | 1.3  | 1      |
| Total                                           | -    | 100    |

## Partidele
- Partidul Anti-Revoluționar;
- Partidul Național Catolic;
- Partidul Popular Catolic;
- Uniunea Creștină ;
- Partidul Comunist Olandez;
- Partidul Laburist;
- Partidul Popular pentru Libertate și Democrație, o continuare a Partidului Libertății;
- Partidul Reformat Politic;